# Blepharodon cuatrecasasii
Blepharodon cuatrecasasii är en oleanderväxtart som beskrevs av G. Morillo. Blepharodon cuatrecasasii ingår i släktet Blepharodon och familjen oleanderväxter. Inga underarter finns listade i Catalogue of Life.